# La Aldea de San Nicolás
La Aldea de San Nicolás és un municipi de l'illa de Gran Canària, a les illes Canàries. Fins al 2005 el seu nom oficial era San Nicolás de Tolentino. Consta dels nuclis de població d'Artejevez, Casco, Castañeta, Cercadillos, El Albercón, El Cruce, El Hoyo, El Pinillo, El Polvorín, El Ribanzo, El Taharalillo, Jerez, La Cardonera, La Cruz, La Hoyita, La Ladera, La Playa, Ladera del Palomar, Las Marciegas, Las Tabladas, Lomo del Carmen, Los Cardones, Los Caserones, Los Espinos, Los Pasitos, Mederos, Molino d'Agua, Molino de Viento, Tasarte, Tasartico i Tocodomán.

## Població
| Any  | Població | Densitat  |
| ---- | -------- | --------- |
| 1991 | 7.751    | 62,72/km² |
| 1996 | 8.082    | 65,39/km² |
| 2001 | 7.668    | 62,05/km² |
| 2002 | 8.063    | 65,25/km² |
| 2003 | 8.089    | 65,46/km² |
| 2004 | 7.988    | 64,64/km² |
| 2005 | 8.299    | 67,15/km² |
| 2006 | 8.409    | 68,04/km² |
| 2007 | 8.431    | 68,22/km² |

## Persones il·lustres
- Román Rodríguez Rodríguez